# Nel Oliver
Finagnon Gbènoukpo Noël Ahounou dit Nel Oliver né le décembre 1948  à Porto-Novo,  est un artiste chanteur, compositeur, arrangeur, ingénieur du son, directeur artistique et Producteur franco-béninois. Il est l'un des artistes les plus connus et les plus écoutés du Bénin et d'Afrique par le fait qu'il chante dans plusieurs langues et dialectes,,.

## Ses débuts
C'est dès son jeune âge que Nel s’intéresse à la musique. Il a fait ses débuts en musique à 12 ans en intégrant un orchestre, le « Ry-Da Jazz de la Capitale », crée par son frère ainé. Dans ce orchestre, il faisait à la fois office de chanteur et de guitariste et jouait avec les autres membres dans les localités du Bénin et aussi dans certains pays d'Afrique. Mais c'est en France qu'il va se pleinement se découvrir. En effet, en 1967, Nel oliver rejoint la France et travaille dans la foulée avec une pléthore de groupes avant d'opter de chanter seul.

## «Let my music take you»et«I’m looking for myself»
Environ une décennie après sa venue en France, Nel Oliver veut maintenant faire une carrière solo, il sort son tout premier 45 tours qu'il produit et réalise lui-même en 1976. L'album est intitulé «Let my music take you» et sera distribué Decca sous le label Fiesta. «I’m looking for myself» est le maxi 45 tours qui suivra le premier quelques années plus tard,.

## Mise à niveau
Parce que ses premiers albums ne le satisfont pas, Nel décide de prendre des cours de musique dans l'optique de perfectionner sa musique. Ainsi, pendant cinq ans il suit des cours qui vont le faire voyager dans divers studios de musique en France et en Angleterre. Au début des années 80, Noël Ahounou dit Nel Oliver  devient le  premier Ingénieur du son d’origine africaine. Il crée la Spade Music son premier studio d’enregistrement. Ce studio devient très rapidement la plaque tournante de la musique black à Paris. Spade Music accueillait les grandes stars de la musique africaine et antillaise. Il y avait en autre  Jocelyne Béroard, Manu Dibango, Papa Wemba, Abeti Masikini, M'Bamina, Toum Black, Ipomen, Cassiri, Touré Kounda,le groupe Zaïko, Franco, Tim et Foti, les musiciens de Kassav, Docteur Nico, Kanda Bongo Man qui fréquentaient la Spade Music et appréciaient particulièrement le travail de Nel. 
«In the heart of the ghetto» sortira des entrailles de Spade Music en 1981 et sera en quinze jours au sommet des hit parades en France. Plusieurs artistes et plateformes lui font ainsi appel pour réaliser leurs albums. Parmi eux, il y avait en 1984 I.A.D. de Brazzaville où il réalisa l'album ultime des M’Bamina. L'O.TO.DI. de Lomé lui fit également appel et là, il réalise en 1985 un album pour Abeti Masikini. C'est toujours au Togo, qu'il fit son autre 45 tours  «Tobolo» et «Edjèka Chiré» . On verra aussi la patte de Nel sur les albums de Docteur Nico, de Johnny Bokelo, de Mayaoula et des Redoutables d'Abeti qu'il réalise,,.

## Installation au Bénin
Nel Oliver Studio verra le jour au Bénin en 1987. Ce studio est non seulement le plus performant et le mieux équipé au Bénin et dans la sous-région. Afin de mieux distribuer les projets de son catalogue, Nel Oliver fonde Africa Distribution. Grâce au studio, plusieurs artistes locaux tels que Sagbohan Danialou, Prince Adé Oyé, Anafi Alao, Adjassa, Amagnon Koumagnon, Madou,  Kinmagnon Agbéhounkpan, Gankpon Gbessè, Martin Hod, Abdallah, Castella Ayilo, Dalina Pep’S, Anna Tèko, Giro, ont bénéficié de son expertise et de son expérience,,.

## Tubes et succès
L’album «Upheaval – Wadjo» sorti en 1988 est  véritable succès. Sollicité l'année suivante par Antenne 88, Nel fait la Tournée des Quotidiens du Sud-Ouest, en France, avec la Bande à Basile et le chanteur Carlos. Il fut l'un des acteurs principaux du succès  du Festival Ouidah 92, Route de l’Esclave. Un peu avant la fin des années 90,  Nel Oliver sort un nouvel album «Baby Girl» qui est un grand succès. En 2004 à Cotonou, lors de la première édition du Grand Concours de la Chanson Francophone une douzaine d'artistes ont été dirigés et enregistrés par Nel Oliver.  L'« Hymne à   la conférence nationale» qu'il sort en 2005, est une chanson qui sensibilise à la paix. C'est une chanson qui devient très rapidement populaire. L'année d'après, il rend hommage à l'un des artistes les plus aimé du Bénin et du continent avec le single «Hommage à Gnonnas Pedro». Trois années plus tard, il sort un single de deux titres: «A ma fille» et «Impossible Love».

## Les casquettes et les combats
Dans sa vision de voir les artistes béninois en particulier et africains en général jouir pleinement de leur art, Nel crée, fonde, dirige et fédère plusieurs associations d'artistes. Ainsi, il est le président de l’Association des  Musiciens et Chanteurs du Bénin. Il est aussi le président fondateur du Comité Béninois de Lutte contre la Piraterie. Il est à la tête du Collectif des Associations d’Artistes du Bénin, l’ancêtre de l’actuelle Fédération des Associations d’Artistes du Bénin. Nel Oliver est le premier vice-président de l'Organisation des Musiciens du Bénin, actuelle Fédération des Musiciens du Bénin dont il est le président du Conseil Fédéral. Il est également membre de la Commission Nationale de Lutte contre la  Piraterie,.

## Distinctions et trophées
Tout au long de sa carrière, Nel a accumulé les distinctions et gagné maints trophées. 
- En 1993, Nel Oliver est nommé  Ambassadeur  des  Affaires   Culturelles  de l’URTNA (Union des Radios et des Télévisions d’Afrique) pour sa contribution à la promotion des cultures africaine dans le monde et surtout pour ses efforts pour unifier les peuples.Dans sa chanson "Upheaval", Nel montre l'exemple en critiquant ferment le régime de l'apartheid tout en plaidant pour un monde beaucoup plus unifié.
- En 1995, le président Nicéphore Dieudonné Soglo l'élève au rang de Chevalier de l’Ordre National du Bénin, pour ses actions  en faveur de la défense de la culture du Bénin.
- En 1997, on lui décerne un Prix Spécial au “Premier Festival Afrique-Caraïbe” à Paris.
- Le 16 novembre 1997, il reçoit le Black Entertainment Award (Celebration of Excellence in Culture) au Nigéria pour le thème de son œuvre pour la paix dans le monde et en Afrique en particulier.
- En 1998, Nel oliver  est honorée par un trophée «NGWOMO AFRICA »
- Toujours en 1998, Nel est nommé aux KORA’98.
- Dans la catégorie de la meilleure musique moderne d’Inspiration traditionnelle au BGA, Nel remporte le trophée en 1998
- En 1999, il reçoit le deuxième prix de la Chanson francophone en Polynésie.
- La  même  année, Nel Oliver reçoit le trophée du Meilleur Vidéogramme Masculin au «Benin Golden Awards» (BGA)
- En janvier 2005, il reçoit de la part du Comité d’Organisation d’AFRIVISION  un trophée en reconnaissance de la qualité du travail de Direction Artistique et Technique qu’il a abattu pour la réussite de cet événement.
- Le 27 octobre  2006, il reçoit un Trophée HOKAN: Artiste Meilleur État d’Esprit.
- Le 23 novembre 2008, il reçoit un autre Trophée HOKAN en récompense de la qualité de son parcours, de sa carrière musicale.
- Le 03 avril 2010, il a reçu le Trophée Fraternité pour la meilleure composition de Chanson pour la Paix.
- Le 19 décembre 2010, il a reçoit le «Trophée de la Paix 2010» décerné par l’ONG «AMAF-BENIN» de la cérémonie anniversaire de ses 45 ans de vie d'artiste.
- Le 22 septembre 2012, il reçoit le «Trophée de Paix» que lui a décerné l’ONG OJUPA-AFRIQUE en reconnaissance de tous ses efforts en faveur de la culture et du maintien de la paix dans le monde.
- Le 28 septembre 2013, il a été fait «Ambassadeur de la Défense des Causes des Artistes Musiciens dans l’UEMOA par les Trophées HOKAN AFRICA[2],[18].

## Œuvres Sociales
Noël AHOUNOU est un homme fortement investi dans les œuvres sociales. Il a notamment co-parrainé en 2006 la soirée «Be A Part of It» et chaque année depuis 2005, il participe à des téléthons pour collecter des fonds en faveur du ministère de la santé du Bénin adans la perspective de non seulement soigner mais aussi et surtout prendre en charge personnes souffrantes porteuses du virus VIH-SIDA, de la tuberculose, du paludisme. Il participe aussi activement à la sensibilisation des populations donner un peu de leur sang pour sauver des vies humaines.
Sollicité par le ministère de la santé du Bénin, il participe en 2012 au Lancement Officiel de l’« Opération120 jours pour équiper les hôpitaux du Bénin»,.